# Betsy Blair

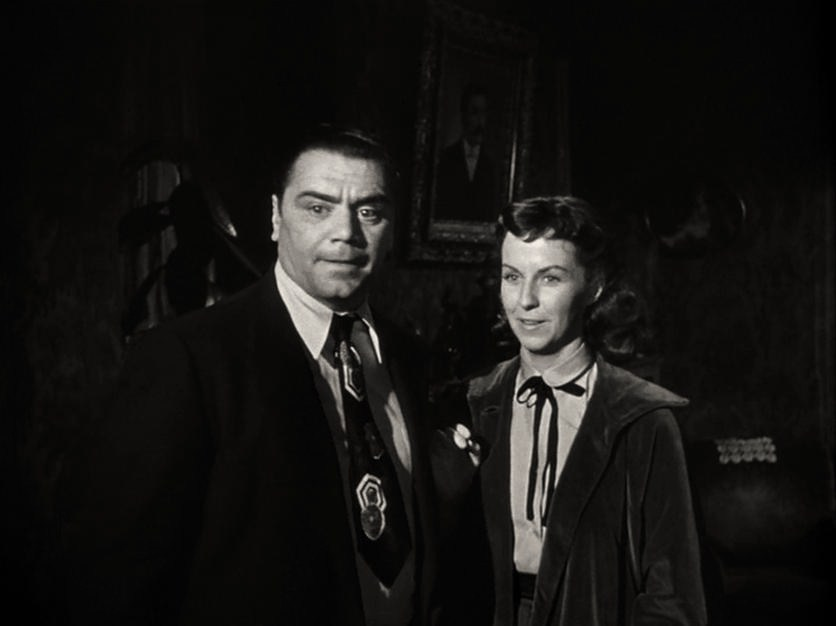
Betsy Blair och Ernest Borgnine i den flerfaldigt Oscarsbelönade filmen Marty (1955).

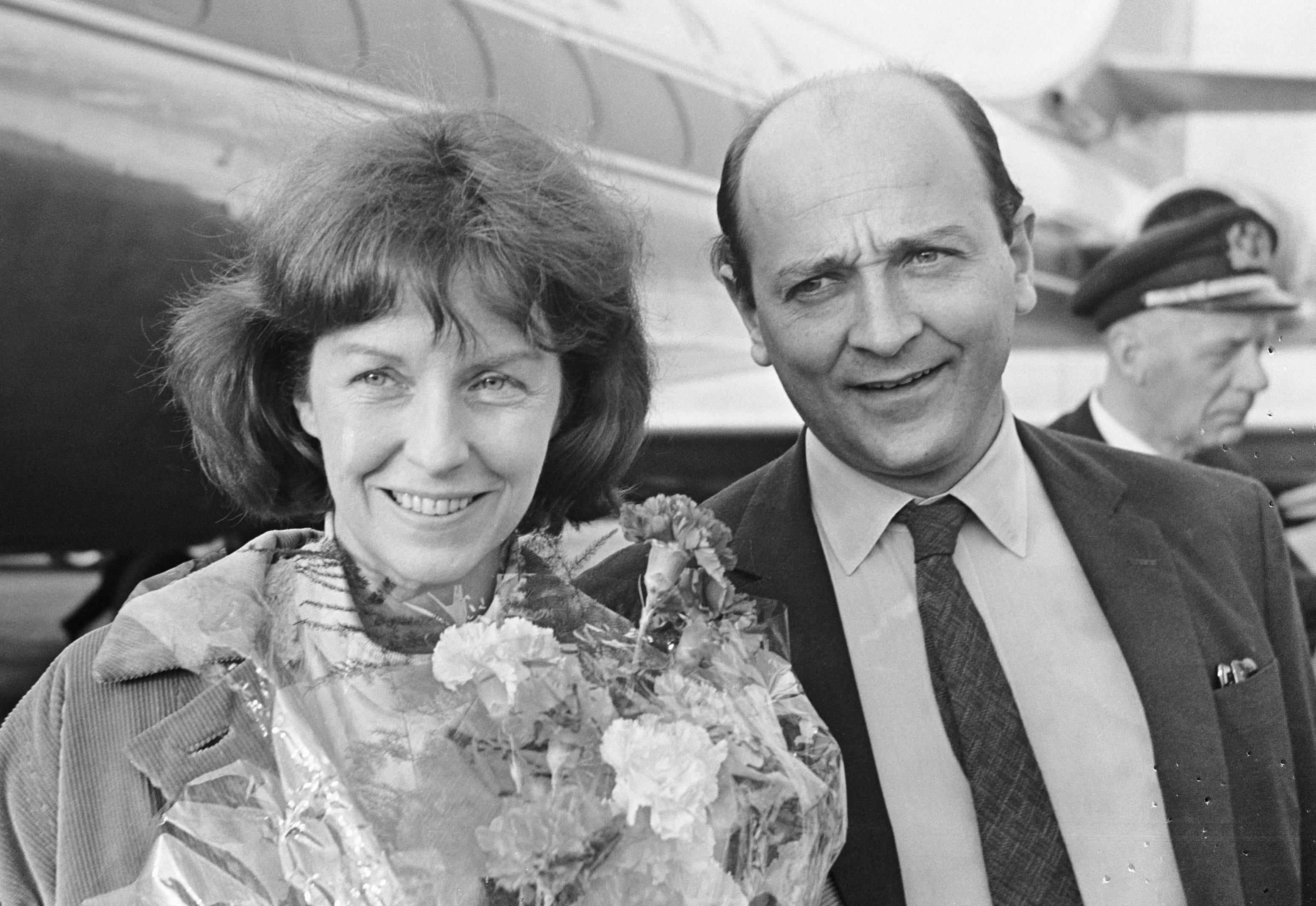
Betsy Blair och maken Karel Reisz, 1966.

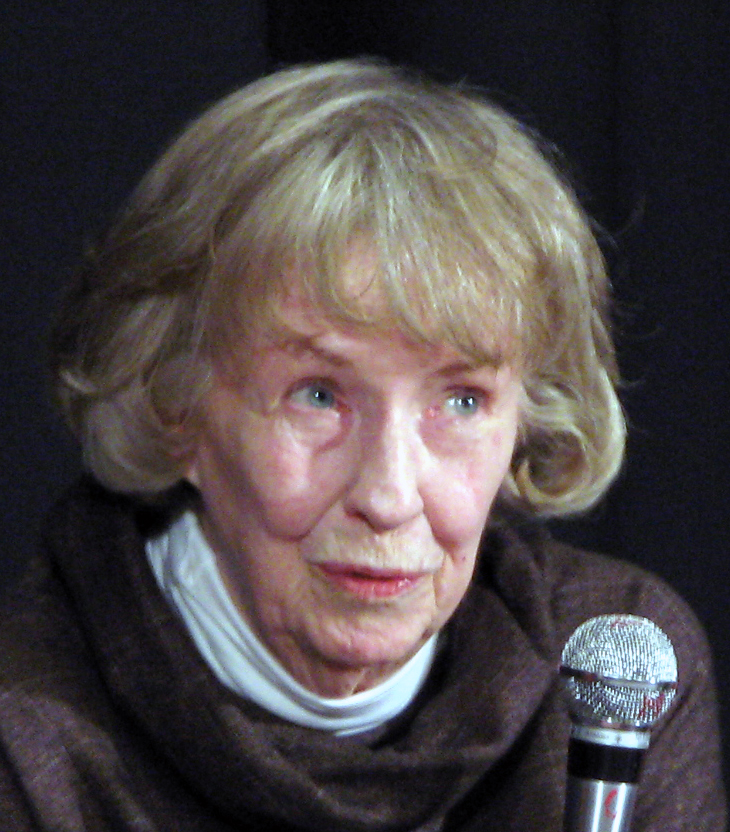
Betsy Blair 2007.

Betsy Blair, ursprungligen Elizabeth Winifred Boger, född 11 december 1923 i Cliffside Park i New Jersey, död 13 mars 2009 i London i Storbritannien, var en amerikansk skådespelare, verksam inom både teater och film. Hon var bosatt i London under en stor del av sitt liv. Hon var gift två gånger, med Gene Kelly (1941–1957) och Karel Reisz (1963–2002). Hennes mest kända roll är förmodligen den i filmen Marty (1955), som bland annat ledde till att hon nominerades till en Oscar för bästa kvinnliga biroll.

## Biografi
Betsy Blairs (ursprungligen Elizabeth Winifred Boger) far, William Kidd Boger, arbetade på en liten firma som sålde försäkringar och hennes mor, Frederica Ammon, var skollärare. Båda föräldrarna var medlemmar i Episkopalkyrkan.
Vid åtta års ålder började Betsy Blair satsa på en karriär inom underhållningsbranschen. Hon framträdde först som amatördansare, men sedan även som medarbetare inom radio och fotomodell, innan hon gick med i en sångkör 1940. Där träffade hon Gene Kelly och de inledde ett förhållande. De gifte sig ett år senare, när hon var 17 och han 28–29 år. Äktenskapet varade i 16 år, till 1957. Efter ha arbetat på teaterscen i några år inledde Blair sin filmkarriär, först med biroller i filmerna Dubbelliv (1947) och Vedergällning (1948).
Hennes intresse för marxism ledde till att hon utreddes av House Un-American Activities Committee under den andra perioden av "röda faran". Det resulterade i att Blair blev svartlistad under en tid. Men hon återupptog sin karriär med en kritikerrosad rollprestation i filmen Marty (1955). För rollen vann Blair en BAFTA Award för bästa utländska kvinnliga huvudroll. Hon nominerades också till en Oscar för bästa kvinnliga biroll.
Hon fortsatte sin karriär med regelbundna framträdanden inom teater, film och tv fram till mitten av 1990-talet.

## Filmografi i urval
- 1947 – Dubbelliv
- 1948 – Vedergällning
- 1948 – Ormgropen
- 1950 – Ingen väg ut
- 1950 – Mördare utan ansikte
- 1951 – Ensam dam får besök
- 1955 – Marty
- 1956 – Storgatan
- 1957 – Skriet
- 1962 – Ett fall för Johnny Cousin
- 1966 – En handelsresandes död
- 1973 – Balansgång
- 1988 – Förrådd
- 1994 – Scarlett (TV-miniserie, ett avsnitt)

### Fotnoter
1. 1 2  Internet Movie Database, IMDb-ID: nm0086198co0047972.[källa från Wikidata]
2. 1 2  Internet Broadway Database, Internet Broadway Database person-ID: 32204, läst: 9 oktober 2017.[källa från Wikidata]
3. ↑  Find a Grave, Find A Grave-ID: 34999892, läs online, läst: 9 oktober 2017.[källa från Wikidata]
4. ↑  läs online, www.guardian.co.uk  .[källa från Wikidata]